# Leptophion bakeri
Leptophion bakeri är en stekelart som först beskrevs av Cheesman 1936.  Leptophion bakeri ingår i släktet Leptophion och familjen brokparasitsteklar. Inga underarter finns listade i Catalogue of Life.